# Pierre Marceau (journaliste)
Pour les articles homonymes, voir Pierre Marceau et Marceau.
Pierre Marceau est journaliste à Radio-Canada depuis 2002.
Il est lauréat du Prix Judith-Jasmin en 2004. Il a aussi travaillé pour Cogéco Télévision, un réseau affilié à Radio-Canada et RDI de 1989 à 2001. Autres expériences de travail : Radio Nord-Jolie et Radio Fermont de 1986 à 1988 Il a fait ses études Universitaires en Communication à l'Université Laval.